# طائرة ذات بدن ضيق
طائرة ضيقة البدن (بالإنجليزية: Narrow-body aircraft)‏ وأحيانا تسمى طائرة ذات ممر واحد، وهو تعريف لطائرة مدنية يكون القطر النموذجي لقمرة الطائرة هو ما بين 3 إلى 4 امتار ويكون خط الواحد لمقاعد الطائرة من 2 إلى 6 كراسي خلال جانبي الممر. كراسي الطائرات ذات الحجم الضيق الأقل من 100 راكب تسمى بشكل عام خطوط إقليمية.
وبالعكس منها، فإن طائرات واسعة البدن تكون كبيرة وتتكون من عدة درجات للسفر (سياحية ورجال أعمال وأولى) ويكون قطرها من 5 إلى 6 امتار ولها ممرين على طول الطائرة، ويكون الخط الواحد لمقاعد الطائرة من 7 إلى 10 كراسي. وللمقارنة، فإن طائرة ذات حجم عريض يمكنها حمل عدد ركاب ما بين 200 إلى 600، بينما أضخم طائرة حجم ضيق هي حاليا بوينغ 300-757 فتحمل أقصى عدد وهو 250 راكب.

## طول الطائرات
- عائلة الإيرباص 320: وتعتبر ثاني أفضل عائلة طائرات نفاثة مبيعا على الإطلاق.
- بوينغ 717: المسمى المستحدث لطائرة دي سي 9، القطر الخارجي هو 3,4 متر (132 إنش).
- بوينغ 727: كانت في فترة من الفترات من أفضل الطائرات إنتاجا، القطر الخارجي هو 3,8 متر (148 انش).
- بوينغ 737: تعتبر من أفضل الطائرات مبيعا بالعالم تخطت ال727, قطرها 3,8 متر (148 انش).
- بوينغ 757: أضخم طائرة ذات الأحجام الضيقة، قطرها 3,8 متر (148 انش).
- ماكدونال دوغلاس دي سي 9: وهي الآن تسمى بوينغ 717، القطر الخارجي هو 3,4 متر (132انش).

## معرض صور

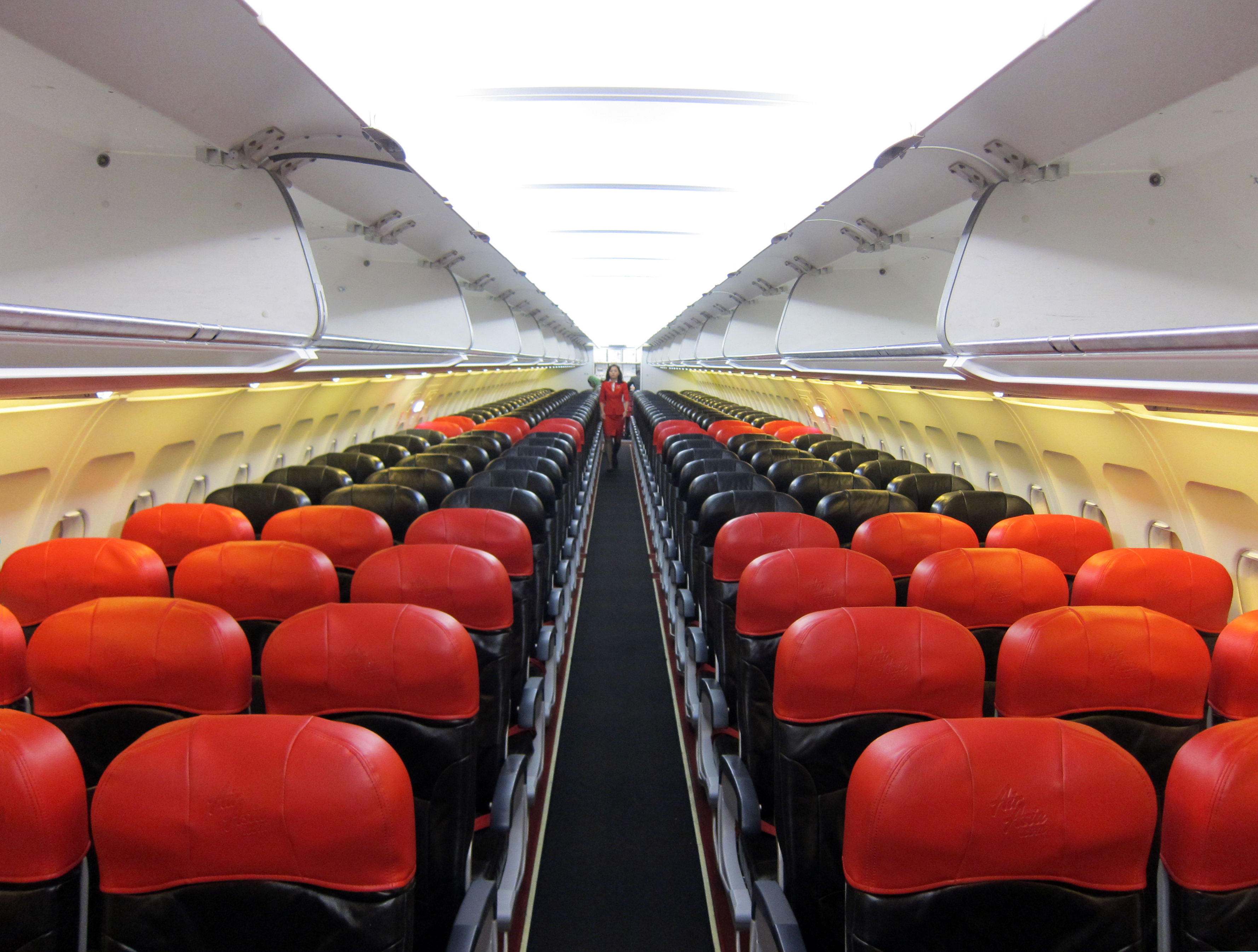
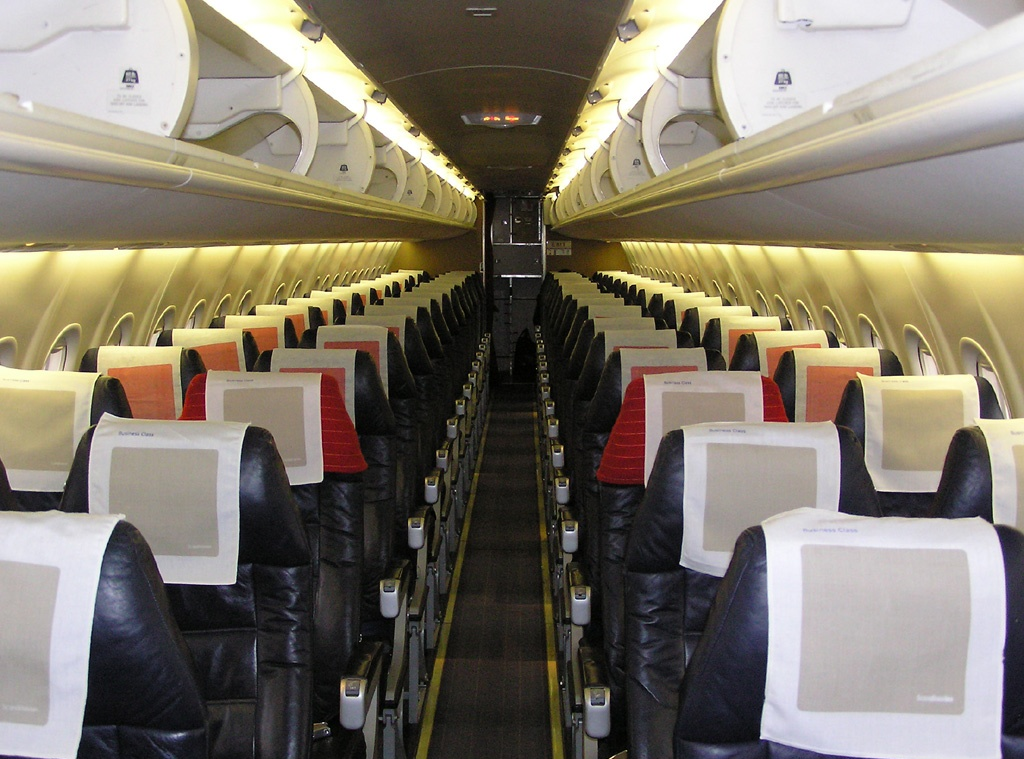
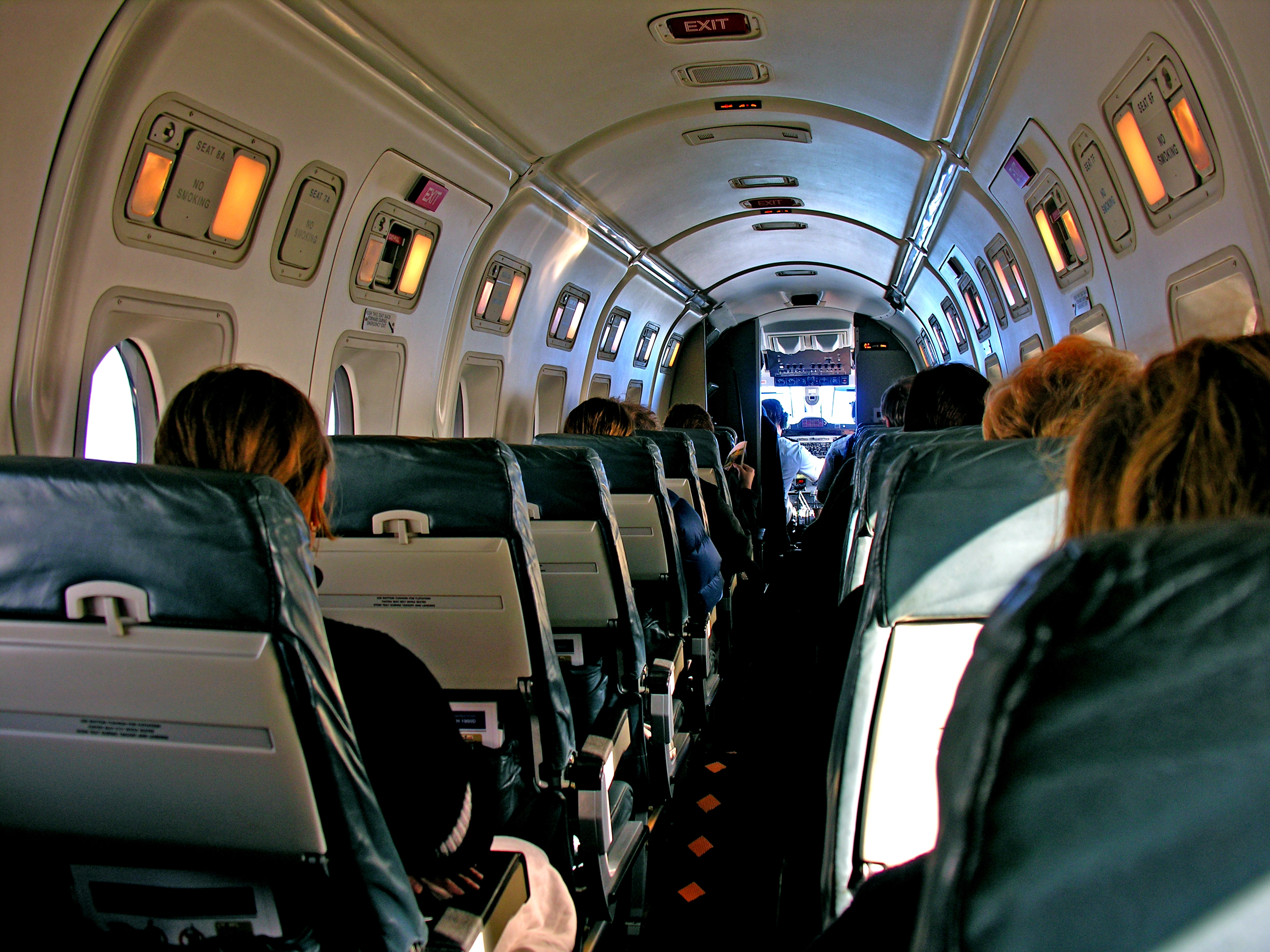